# Kevin Bolger
Kevin Bolger, född 11 april 1993, är en amerikansk längdskidåkare. 2017 vann han sin första amerikanska mästerskapstävling och fick debutera i världscupen 3 mars 2018 i Lahti, Finland där han slutade 11:a i sprinten.  

## Resultat

### Topp 10-placeringar världscupen[2]

#### Individuellt
| Säsong    | Datum            | Plats   | Disciplin  | Placering |
| --------- | ---------------- | ------- | ---------- | --------- |
| 2020/2021 | 19 december 2020 | Dresden | Sprint (F) | 6:a       |

#### Lag
| Säsong    | Datum            | Plats       | Disciplin          | Placering | Lagkamrat(er)                 |
| --------- | ---------------- | ----------- | ------------------ | --------- | ----------------------------- |
| 2018/2019 | 8 december 2018  | Lillehammer | 4 x 7,5 km stafett | 9:a       | Bjornsen / Norris / Patterson |
| 2019/2020 | 22 december 2019 | Planica     | Sprintstafett      | 7:a       | Hanneman                      |
| 2020/2021 | 20 december 2020 | Dresden     | Sprintstafett      | 9:a       | Hamilton                      |
| 2020/2021 | 7 februari 2021  | Ulricehamn  | Sprintstafett      | 6:a       | Hamilton                      |
| 2021/2022 | 19 december 2021 | Dresden     | Sprintstafett      | 9:a       | Schoonmaker                   |